# Margaret Mazzantini
Margaret Mazzantini (Dublín, 1961), escritora y actriz italiana, es autora de varias novelas entre las que cabe destacar Non ti muovere (No te muevas), y La palabra más hermosa, que inspiró la película homónima de su esposo, el director y actor Sergio Castellitto, con quien tiene tres hijos.
Como actriz, ha representado numerosos papeles en las obras teatrales Ifigenia de Goethe (1982), Venezia salvata (T. Othway, 1983), Las tres hermanas (Antón Chéjov, 1984), El honesto Yago (Corrado Augias, 1985), El alcalde de Zalamea (Calderón de la Barca, 1985), La señorita Julia (Johan August Strindberg, 1986), Antígona (Sófocles, 1986), Fausto (Goethe, 1987), Mi Fausto (Paul Valéry, 1987), El niño (Susan Sontag, 1988), Praga mágica-Valeria (1989), Descalzos por el parque (1993), Golpe bajo (1994) y su propia obra Manola (de 1994 a 1998), así como en numerosas películas para el cine y la televisión.
Como novelista es autora de La palangana de zinc (1994) y Non ti muovere (No te muevas, 1998), un duro recorrido entre una Italia marginal y olvidada, y una burguesía donde se entrecruza la opulencia superficial y la condena de cuna. Se le han concedido diversos premios literarios e interpretativos. En 2005 publicó Zorro, un monólogo para su esposo.